# Pedionis oeroe
Pedionis oeroe är en insektsart som beskrevs av George Willis Kirkaldy 1907. Pedionis oeroe ingår i släktet Pedionis och familjen dvärgstritar. Inga underarter finns listade i Catalogue of Life.